# Пет Џенингс
Патрик Ентони Џенингс (енгл. Patrick Anthony Jennings; 12. јун 1945) бивши је северноирски фудбалер који је играо на позицији голмана. Сматра се једним од најбољих голмана икада у фудбалу.
Највећи део своје каријере провео је играјући за Тотенхем хотспур, а за градског ривала Арсенал наступао је 8 година. Међу играчима је који су одиграли највише утакмица за репрезентацију Северне Ирске са 119 наступа.

## Трофеји
Тотенхем хотспур
- ФА куп: 1966/67.
- Лига куп Енглеске: 1970/71, 1972/73.
- ФА Комјунити шилд: 1967.
- Куп УЕФА: 1971/72.

Арсенал
- ФА куп: 1978/79.